# Grand Popo Football Club
Grand Popo Football Club ist ein französisches Duo, das elektronische Musik spielt, gebildet durch die Musiker Nicolas Errèra und Ariel Wizman.
Der Name des Duos entstand nach einem Besuch von Grand-Popo in Benin.

## Diskografie

### Alben
- Shampoo victims (2000)
- Venom in the Grass (2010)

### Singles
- Each Finger Has An Attitude (1999)
- Les Hommes C'est Pas Des Mecs Bien (2001)
- Arab Skank (2002)
- Men Are Not Nice Guys (2002)
- My Territory (2008)